# George V. Underwood Jr.

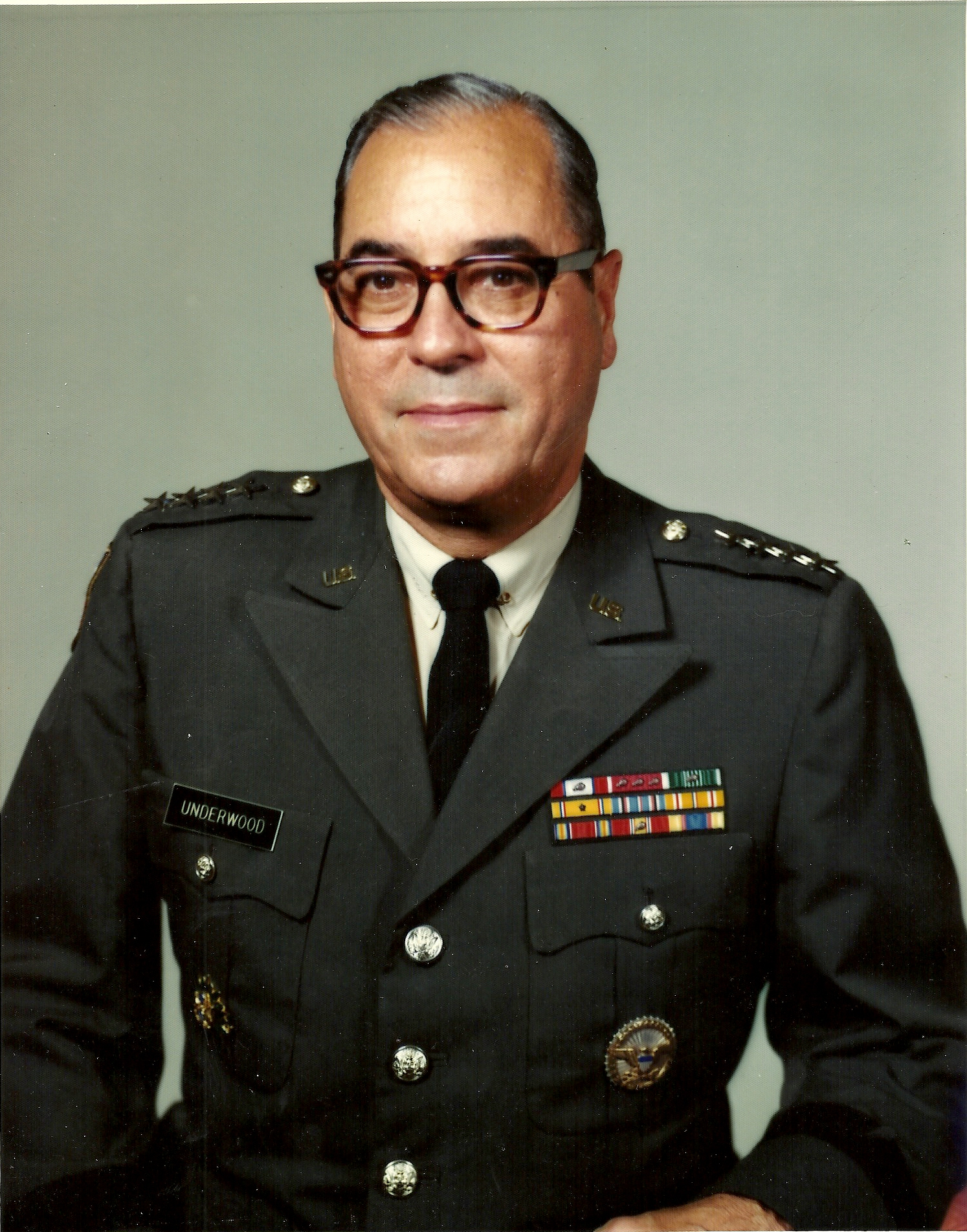
George V. Underwood Jr.

George Vernon Underwood Jr. (* 17. Dezember 1913 in Indianapolis, Indiana; † 3. August 1984 in Alexandria, Virginia) war ein General der United States Army. Er war unter anderem Kommandeur der 5. Armee.

## Herkunft und Ausbildung
George Underwood war ein Sohn von George Vernon Underwood Sr. (1884–1977) und dessen Frau Florence Lillian Schmitt (1887–1946). Er besuchte die öffentlichen Schulen seiner Heimat. Im Jahr 1931 absolvierte er die High School. Danach studierte er zwei Jahre lang am College der Stadt Crawfordsville.
In den Jahren 1934 bis 1937 durchlief er die United States Military Academy in West Point. Nach seiner Graduation wurde er als Leutnant der Küstenartillerie zugeteilt. In der Armee durchlief er anschließend alle Offiziersränge vom Leutnant bis zum Vier-Sterne-General.

## Militärische Laufbahn
Im Lauf seiner militärischen Karriere absolvierte George Underwood verschiedene Kurse und Schulungen. Dazu gehörten unter anderem der Task Force Staff Officers' Course, das United States Army War College, das Command and General Staff College, das Armed Forces Staff College. Außerdem studierte er in den Jahren 1959 und 1960 das Fach Journalismus an der University of Wisconsin–Madison.
In seinen jüngeren Jahren absolvierte er den für Offiziere in den niederen Rangstufen üblichen Dienst in verschiedenen Einheiten und Standorten in den Vereinigten Staaten. Dazu gehörten auch Aufgaben als Stabsoffizier in verschiedenen Hauptquartieren. Vor dem amerikanischen Eintritt in den Zweiten Weltkrieg war er in Kalifornien, Hawaii und Massachusetts stationiert. Während des Krieges diente er die meiste Zeit als Stabsoffizier im Kriegsministerium.
Zwischen August 1945 und Juni 1946 war er in China stationiert, wo er ebenfalls als Stabsoffizier beim dortigen Hauptquartier des Heeres tätig war. Danach gehörte er einer von George C. Marshall geführten Delegation an, die erfolglos versuchte einen Waffenstillstand im Chinesischen Bürgerkrieg auszuhandeln. Anschließend wurde er zum Generalstab in Washington, D.C. versetzt, wo er in der Abteilung G3 (Operationen) tätig war. Von 1949 bis 1951 kommandierte er in Alaska das 867th Antiaircraft Artillery Automatic Weapons Battalion. Es folgte eine bis 1953 währende Versetzung in den Stab des Verteidigungsministeriums der Vereinigten Staaten.
Nach seinem Studium am U.S. Army War College, das er im Jahr 1954 beendete, gehörte Underwood bis 1957 der Fakultät dieser Schule an. In den Jahren 1957 und 1958 kommandierte er die 2nd Artillery Group in der Region des nordwestlichen Teils des Bundesstaates New York um die Stadt Buffalo. Es folgte sein bereits erwähntes Studium an der University of Wisconsin. Danach war er erneut Stabsoffizier im Generalstab des Heeres.
Im Februar 1966 wurde er nach Kaiserslautern versetzt, wo er das Kommando über die 32. Artilleriebrigade übernahm, die wenig später in 32d Army Air Defense Command (AADC) umbenannt wurde. In den Jahren 1967 und 1968 kommandierte Underwood den Militärstützpunkt Fort Bliss. Im Jahr 1971 hatte er für einige Monate das Kommando über die 5. Armee. Im September 1971 wurde er als Nachfolger von George R. Mather neuer Kommandeur des United States Southern Command, dessen Hauptquartier sich damals auf der Howard Air Force Base in Panama befand. Nachdem Underwood sein Kommando im Januar 1973 an William B. Rosson übergeben hatte, ging er in den Ruhestand.
Der seit 1948 mit Mary Heistand Scott verheiratete Offizier starb am 3. August 1984 und wurde auf dem Fort Bliss National Cemetery beigesetzt.

## Orden und Auszeichnungen
George Underwood erhielt im Lauf seiner militärischen Laufbahn unter anderem folgende Auszeichnungen:
- Army Distinguished Service Medal
- Legion of Merit
- Army Commendation Medal